# Mauricio Montalvo Samaniego
Manuel Mauricio Montalvo Samaniego (Ambato, 1961) es un abogado y diplomático ecuatoriano. Hasta el 3 de enero de 2022 se desempeñó como Canciller de la República del Ecuador y actualmente es Embajador, Representante Permaente ante la OEA.
Estudió en Harvard una maestría en Derecho, es también diplomado de la Escuela Nacional de Administración de Francia (ENA) y es Doctor en Jurisprudencia por la Pontificia Universidad Católica del Ecuador.
Ha representado al Ecuador ante la ONU en Ginebra, ante la UNESCO en París, y ha sido Embajador en Australia.
En Cancillería ha sido Subsecretario de Organismos Internacionales, Subsecretario de Asuntos Multilaterales, Subsecretario de Cooperación Internacional, Coordinador General, Portavoz, Secretario de la Junta Consultiva, además de otras funciones y direcciones.
En la Escuela de Derecho Harvard fue compañero de Barack Obama.

## Reseña biográfica
En sus años universitarios fue Representante Estudiantil al Consejo Académico de la PUCE (1983) y Presidente de la Asociación Escuela de Derecho de la PUCE (1984). Posteriormente, se graduó como Doctor en Jurisprudencia(1986), Abogado (1986) y Licenciado en Ciencias Jurídicas (1984) por la Pontificia Universidad Católica del Ecuador (PUCE).
Posee un masterado en  Derecho (LL.M.) por  la  Universidad  de  Harvard  (1990) donde fue compañero del presidente Barack Obama. Adicionalmente, tiene un Diplomado en Administración Pública por la Escuela Nacional de Administración (ENA) de París, Francia (2004).
Ha sido Profesor de la Facultad de Jurisprudencia de la PUCE, de la Escuela de Ciencias Internacionales de la Universidad Central del Ecuador, del Colegio de Jurisprudencia de USFQ, de la Facultad de Derecho y Ciencias Sociales de la Universidad de Las  Américas  (UDLA) y profesor invitado de la Escuela de Derecho de la Universidad de Puerto Rico, en San Juan. Conferencista en el IAEN, FLACSO, Universidad Andina, Academia de Guerra, Escuela Superior de Policía, entre otros. Ha publicado varios artículos especializados en temas jurídicos e internacionales.
Ha desempeñado varias funciones diplomáticas en las Misiones Permanentes ante la OEA en Washington DC, ante la ONU en Nueva York y ante la UNESCO en París, Francia. Fue Embajador Representante Permanente ante la ONU y los Organismos Internacionales en Ginebra, Suiza y fue Embajador del Ecuador en Australia, con concurrencia ante Nueva Zelanda y Fiyi.

## Distinciones
- Gran Cruz de la Orden Nacional al Mérito (Ecuador).
- Gran Cruz de la Orden Al Mérito de Chile.
- Cavalieri de la Orden de la Estrella de la Solidaridad Italiana.
- Reconocimiento de la Casa de Montalvo al valioso aporte por la difusión del pensamiento y obra del ‘Cervantes de América’, Juan Montalvo.[6]

## Cargos y funciones en la Cancillería Ecuatoriana
- Ministro de Relaciones Exteriores y Movilidad Humana / Canciller de la República del Ecuador.
- Subsecretario de Cooperación Internacional
- Subsecretario de Organismos Internacionales[5]
- Subsecretario Multilateral[5]
- Coordinador General de Cancillería[5]
- Coordinador General de Cumbres[5]
- Secretario  de la  Junta Consultiva[5]
- Director General de Comunicación (portavoz)[5]
- Director General de Política Multilateral[5]
- Director General de Relaciones  Fronterizas con Colombia[5]
- Jefe de Despacho del Vicecanciller.

## Cargos y funciones en el exterior
- Embajador, Representante Permanente ante la OEA en Washington D.C.
- Embajador en Australia
- Embajador, Representante Permanente ante la ONU y otros organismos internacionales en Ginebra.
- Delegado Permanente adjunto ante la UNESCO en París.
- Primer Secretario, Misión Permanente ante la ONU en Nueva York.
- Segundo Secretario, Misión Permanente ante la OEA en Washington D.C.

## Cargos y funciones en el Ecuador
- Subsecretario General de la Administración Pública del Gobierno Nacional[5]
- Asesor Jurídico  de  la  Presidencia  de  la  República[5]
- Asesor del Ministro de Finanzas[5]
- Consultor del Banco Mundial
- Decano de la Facultad de Derecho y Ciencias Sociales de la Universidad de las Américas (Ecuador)[7]

## Obras publicadas
Es coautor del libro "El camino a la integración desde la identidad: Una aproximación suramericana" con el politólogo ecuatoriano Bernardo Gortaire Morejón. En este libro, los autores estudian la importancia de la identidad en la construcción de procesos de integración regional más sólidos y exitosos.